# Campionati del mondo di atletica leggera 2005 - 400 metri piani maschili
La gara dei 400 metri piani maschili dei Campionati del mondo di atletica leggera di Helsinki 2005 si è disputata nelle giornate del 9 agosto (batterie), 10 agosto (semifinali) e 12 agosto (finale).

## Podio
| Posizione | Atleta            | Paese       |
| --------- | ----------------- | ----------- |
| Oro       | Jeremy Wariner    | Stati Uniti |
| Argento   | Andrew Rock       | Stati Uniti |
| Bronzo    | Tyler Christopher | Canada      |

## Batterie

### Batteria 1
1. Timothy Benjamin,  Regno Unito 44"85 Q
2. Brandon Simpson,  Giamaica 44"98 Q
3. James Godday,  Nigeria 45"30 q
4. California Molefe,  Botswana 45"34 q
5. Pierre Lavanchy,  Svizzera 45"79 q
6. Željko Vincek,  Croazia 46"03
7. Abdesalem Khalifeh Bajes Al-Hajjaj,  Giordania 48"89
8. Florent Battistel,  Monaco 50"54

### Batteria 2
1. Jeremy Wariner,  Stati Uniti 45"24 Q
2. Robert Tobin,  Regno Unito 45"41 Q
3. Young Talkmore Nyongani,  Zimbabwe 45"55 q
4. Hamdan Odha Al-Bishi,  Arabia Saudita 45"88 q
5. Cédric Van Branteghem, Belgio 46"42
6. Alejandro Cárdenas,  Messico 46"73
7. Isaac Yaya,  Polinesia francese 47"75

### Batteria 3
1. John Steffensen,  Australia 45"62 Q
2. Tyler Christopher,  Canada 45"66 Q
3. Arismendy Peguero,  Rep. Dominicana 45"80 q
4. Eric Milazar,  Mauritius 45"91
5. Andrae Williams,  Bahamas 46"49
6. Simon Kirch,  Germania 47"45
7. Saeed Al-Adhreai,  Yemen 49"74
  - Tawhid Tawhidul Islam,  Bangladesh dq

### Batteria 4
1. Andrew Rock,  Stati Uniti 44"98 Q
2. Chris Brown,  Bahamas 45"20 Q
3. Andrea Barberi,  Italia 45"70 q
4. Sofiane Labidi,  Tunisia 45"71 q
5. Mitsuhiro Sato,  Giappone 45"78 q
6. Anderson Jorge dos Santos,  Brasile 46"32
7. Chung Cheng-Kang,  Taipei cinese 47"85
8. Glauco Martini,  San Marino 51"48

### Batteria 5
1. Michael Blackwood,  Giamaica 45"58 Q
2. Carlos Santa,  Rep. Dominicana 45"63 Q
3. Alleyne Francique,  Grenada 45"77 q
4. Marcin Marciniszyn,  Polonia 45"97
5. Damion Barry,  Trinidad e Tobago 46"20
6. Nery Brenes,  Costa Rica 47"11
7. Ibrahim Ahmadov,  Azerbaigian 48"51

### Batteria 6
1. Gary Kikaya,  RD del Congo 45"88 Q
2. Lanceford Spence,  Giamaica 46"21 Q
3. Ofentse Mogawane,  Sudafrica 46"80
4. Wilan Louis,  Barbados 46"93
5. Prasanna Sampath Amarasekara,  Sri Lanka 47"11
6. Chris Meke Walasi,  Isole Salomone 49"47
  - Boubou Gandéga,  Mauritania dq
  - Saul Weigopwa,  Nigeria dq

### Batteria 7
1. Darold Williamson,  Stati Uniti 45"97 Q
2. Nagmeldin Ali Abubakr,  Sudan 46"02 Q
3. Malachi Davis,  Regno Unito 46"14
4. Ato Modibo,  Trinidad e Tobago 46"28
5. Leslie Djhone,  Francia 46"57
6. Chris Lloyd,  Dominica 47"13
7. Moses Kamut,  Vanuatu 48"63

## Semifinali

### Semifinale 1
1. Brandon Simpson,  Giamaica 45"53 Q
2. Andrew Rock,  Stati Uniti 45"78 Q
3. John Steffensen,  Australia 46"06 q
4. Carlos Santa,  Rep. Dominicana 46"07
5. Alleyne Francique,  Grenada 46"59
6. James Godday,  Nigeria 46"62
7. Hamdan Odha Al-Bishi,  Arabia Saudita 46"80
8. Andrea Barberi,  Italia 47"10

### Semifinale 2
1. Tyler Christopher,  Canada 45"47 Q
2. Darold Williamson,  Stati Uniti 45"65 Q
3. Timothy Benjamin,  Regno Unito 45"66 q
4. Arismendy Peguero,  Rep. Dominicana 46"08
5. Gary Kikaya,  RD del Congo 46"15
6. Nagmeldin Ali Abubakr,  Sudan 46"67
7. Lanceford Spence,  Giamaica 47"20
  - Sofiane Labidi,  Tunisia dnf

### Semifinale 3
1. Jeremy Wariner,  Stati Uniti 45"65 Q
2. Chris Brown,  Bahamas 45"67 Q
3. Michael Blackwood,  Giamaica 46"25
4. Robert Tobin,  Regno Unito 46"69
5. Pierre Lavanchy,  Svizzera 47"19
6. Young Talkmore Nyongani,  Zimbabwe 47"20
7. California Molefe,  Botswana 47"26
8. Mitsuhiro Sato,  Giappone 48"55

## Finale
1. Jeremy Wariner,  Stati Uniti 43"93
2. Andrew Rock,  Stati Uniti 44"35
3. Tyler Christopher,  Canada 44"44
4. Chris Brown,  Bahamas 44"48
5. Timothy Benjamin,  Regno Unito 44"93
6. Brandon Simpson,  Giamaica 45"01
7. Darold Williamson,  Stati Uniti 45"12
8. John Steffensen,  Australia 45"46